# Thunbergia mufindiensis
Thunbergia mufindiensis är en akantusväxtart som beskrevs av Vollesen. Thunbergia mufindiensis ingår i släktet thunbergior, och familjen akantusväxter. Inga underarter finns listade i Catalogue of Life.